# Rede Manchete
Rede Manchete (prononcé : [ʁˈɛdɨ mɐ̃ʃˈɛtɨ] ; également connu sous le nom TV Manchete ou, tout simplement, Manchete) est un réseau de télévision commerciale brésilen fondé à Rio de Janeiro le 5 janvier 1983 par le journaliste et entrepreneur ukrainien naturalisé brésilien Adolpho Bloch. 
La station reste en ondes jusqu'au 10 mai 1999 (jusqu'à ce qu'elle fût remplacée par RedeTV!). Elle fait alors partie du conglomérat de communication Grupo Bloch, qui publia le magazine Manchete via Bloch Editores, et le nom donné à la chaîne de télévision fait référence à ce magazine.

## Histoire
Le 23 juillet 1980, le gouvernement fédéral annonce l'ouverture de la concurrence pour deux nouveaux réseaux de télévision issus des sept concessions de Rede Tupi et deux de Rede Excelsior, toutes deux éteintes. En mars 1981, le gouvernement annonce les gagnants de l'appel d'offres. Le président João Figueiredo accorde les concessions aux groupes d'Adolpho Bloch et Silvio Santos, respectivement, dans les décrets no 84.842 et no 85.841. Le 19 août 1981, à Brasilia, Adolpho Bloch et Silvio Santos signe les contrats de concession définitifs. Le système de télévision brésilien (SBT) est lancé à cette date, tandis que le groupe Bloch décide de reporter le lancement du futur diffuseur afin de préparer le projet pour le nouveau réseau, en investissant 50 millions de dollars dans les installations, l'équipement et la mise en conserve et en embauchant 800 professionnels. Le neveu d'Adolpho Bloch, Pedro Jack Kapeller se rend aux États-Unis et au Japon, apportant l'équipement le plus moderne. 
Près de deux ans après les concessions, Rede Manchete est diffusée à temps à 19 h le 5 juin 1983. Dès la première, Rede Manchete arrive avec de grandes innovations. Un compte à rebours futuriste de huit secondes est mis en ondes pour un rapport Petrobras annonçant le lubrifiant Lubrax et accueillant le nouveau diffuseur brésilien. Il fait suite à un discours diffusé par Adolpho Bloch sur la scène du journalisme audiovisuel. Ensuite, la vignette de la station est diffusée, où la lettre stylisée M vole à divers endroits au Brésil et atterrit au siège de la station à Rio de Janeiro. Cette vignette annonce l'entrée du réseau et la première filiale à l'antenne : TV Pampa de Porto Alegre, qui compte plusieurs stations jumelles à l'intérieur de l'État de Rio Grande do Sul. 
Dans les premières minutes de la station, Adolpho Bloch fait une déclaration, principalement sans son, en raison d'un échec. Peu après, tout se passe bien. Et puis, il poursuit : « Mes amis, aujourd'hui est un jour important pour la famille Manchete. Comme vous le savez, notre richesse est le travail et l'optimisme. Pour nous, la télévision était un défi. Nous sommes heureux de continuer à contribuer à la construction d'un grand Brésil. Le président João Figueiredo a fait confiance à notre presse. Pour nous, la télévision représente la responsabilité. Nous produisons un programme de haut niveau. Il faut mentionner le pionnier Assis Chateaubriand, un homme de grande vision. J'adresse mes salutations à TV Educativa, TV Cultura, TV Bandeirantes, TV Gazeta, TV Silvio Santos (se référant à TVS, maintenant SBT), TV Record, Emissoras Independentes (se référant à l'ancien enregistrement Rede avec l'ancien SBT, record actuel) et Rede Globo de Televisão. Mes remerciements au Dr Roberto Marinho. Notre amitié est passée depuis un demi-siècle. Je pars avec vous, mes amis, le Rede Manchete de Televisão. Elle est dans l'air. » Ensuite, une vignette est diffusée où un vaisseau spatial, représenté par le M (logo du diffuseur), survole les principales villes brésiliennes et atterrit au-dessus du bâtiment du diffuseur, le Manchete Building, conçu par l'architecte Oscar Niemeyer. La même vignette reste en ondes du premier au dernier jour de la chaîne, étant considérée comme l'une des plus éloignées de la télévision. Ensuite, le discours du président João Figueiredo est présenté : « Adolpho Bloch a plus d'années au Brésil que la plupart d'entre nous ».  
En 1984, à Rio de Janeiro, sous le gouvernement de Leonel Brizola, le Sambodrome Marquês-de-Sapucaí est créé, un espace définitif pour la présentation des écoles de samba, un travail très critiqué par les organisations Globo. Rede Manchete diffuse le défilé et atteint la première place du public. La couverture étendue des magazines du Groupe Bloch finit par se répéter positivement à la télévision, qui dispose à l'époque d'un équipement moderne qui contribue grandement à la transmission. Le diffuseur domine le public, restant au-dessus de 30 points de pourcentage. Cette année, l'édition de l'après-midi parut également, du lundi au vendredi à 12 h 30. En juin, le diffuseur présente ses émissions sportives avec une couverture des jeux olympiques de Los Angeles en 1984. Les émissions ont la participation de Paulo Stein, présentateur de Manchete Esportiva, qui est pratiquement l'un des fondateurs de la station. 
En 1998, Rede Manchete est très usée[style à revoir] en raison de plusieurs facteurs, tels qu'une baisse d'audience croissante, un intérêt excessif pour la dette du diffuseur et du groupe Bloch, des défaillances de gestion, et des arriérés de salaires. 
La restructuration du journalisme et du divertissement a un effet initial, mais elle ne refroidit pas la situation du diffuseur, qui a continué de sombrer dans une grande crise[style à revoir]. 
Plusieurs manifestations et grèves éclatent, tandis que les coupures de transmission sont imposées directement par les employés ou par des entreprises récemment privatisées, comme Embratel et Eletropaulo. Plusieurs personnes intéressées pour acheter la chaîne apparaissent en 1998, mais aucune ne se concrétise. Jornal da Manchete, la marque de la station depuis l'année d'ouverture, cesse d'être diffusée pendant un certain temps en raison de la grave crise qui frappe le groupe Bloch. 
Le 10 mai 1999, le diffuseur passe, pour la dernière fois, Rede Manchete. La vignette de clôture met définitivement fin aux émissions de la station. À la place du réseau est TV!, diffuseur en transition, sous la direction de TV Ômega et utilisant les ressources de Manchete. 
Ironiquement, la station ne réussit pas à atteindre les années 2000, dont elle parle tant au début (son slogan avait été « Télévision de l'année 2000 » en 1983). 
En 2009, RedeTV! est acquitté des dettes de Manchete, car il est déclaré que ce n'était pas un succès du diffuseur[incompréhensible].